# میدان آتشفشانی چندزاد

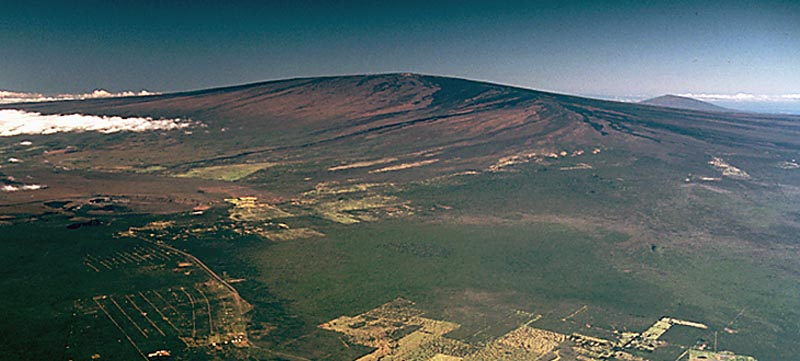
ماونا لوا بزرگ‌ترین آتشفشان فعال جهان که یک آتشفشان چندزاد است.

میدان آتشفشانی چندزاد (انگلیسی: Polygenetic volcanic field) گروهی از آتشفشان‌های چندزاد است که هر کدام به‌طور مکرر فوران می‌کنند، برخلاف میدان آتشفشانی تک‌زاد که از گروهی از آتشفشان‌های تک‌زاد کوچک تشکیل شده که هر کدام فقط یک بار فوران می‌کنند. میدان‌های آتشفشانی چندزاد معمولاً در جایی رخ می‌دهند که یک اتاقک ماگمایی سطح بالا وجود دارد. این میدان‌های آتشفشانی ممکن است ناپیوستگی‌های سنگ‌شناختی را به دلیل تغییرات عمده در شیمی ماگما، رویدادهای آتشفشانی زمین‌ساختی یا دوره‌های فرسایشی طولانی، نشان دهد و ممکن است بیش از ۱۰ میلیون سال عمر کنند.
برخلاف آتشفشان‌های تک‌زاد، آتشفشان‌های چندزاد به اندازه‌های عظیم می‌رسند، مانند ماونا لوا که بزرگ‌ترین آتشفشان فعال جهان است.
آتشفشان‌های چندزاد شامل آتشفشان‌های چینه‌ای، آتشفشان‌های مرکب، آتشفشان‌های سوما، آتشفشان‌های سپری و کاسه‌های آتشفشانی می‌شود.